# Aspilota incongruens
Aspilota incongruens är en stekelart som beskrevs av Fischer 1973. Aspilota incongruens ingår i släktet Aspilota och familjen bracksteklar. Inga underarter finns listade.